# Tedrow (Ohio)
Tedrow es un lugar designado por el censo ubicado en el condado de Fulton en el estado estadounidense de Ohio. En el Censo de 2010 tenía una población de 173 habitantes y una densidad poblacional de 208,09 personas por km².

## Geografía
Tedrow se encuentra ubicado en las coordenadas 41°36′11″N 84°12′15″O / 41.60306, -84.20417. Según la Oficina del Censo de los Estados Unidos, Tedrow tiene una superficie total de 0.83 km², de la cual 0.83 km² corresponden a tierra firme y (0%) 0 km² es agua.

## Demografía
Según el censo de 2010, había 173 personas residiendo en Tedrow. La densidad de población era de 208,09 hab./km². De los 173 habitantes, Tedrow estaba compuesto por el 92.49% blancos, el 0% eran afroamericanos, el 0% eran amerindios, el 0% eran asiáticos, el 0% eran isleños del Pacífico, el 7.51% eran de otras razas y el 0% pertenecían a dos o más razas. Del total de la población el 30.64% eran hispanos o latinos de cualquier raza.